# Kleine Feldküche (Hf. 14)
Die Kleine Feldküche (Hf. 14) war ein zweispänniges Pferdefuhrwerk für die Verpflegung der Soldaten, welches 1930 in die Armee eingeführt wurde und bis zum Zweiten Weltkrieg zum Einsatz kam.

## Entwicklung
Die kleine Feldküche war für eine Mannstärke von 60–125 ausgelegt. Die Feldküchen wurden zur Verwendung des täglichen Beköstigungssatzes, bestehend aus warmen Speisen, Kaffee und Tee für Offiziere und Mannschaften vorgesehen. Während Marsch- und Gefechtspausen sollte die Feldküche warme Speisen, mindestens aber Kaffee oder Tee zur Verfügung stellen. An der Front sollte dazu lediglich der Hinterwagen näher an die vordersten Linien gebracht werden. Eine Rauchentwicklung sollte dort unbedingt vermieden werden. War es nicht möglich, die Feldküche nah an die vorderen Linien zu bringen, sollte das Essen und die Getränke in sogenannte Speisenträger nach vorn gebracht werden. Der Speisenkessel bei der kleinen Feldküche hatten ein Fassungsvermögen von 125 Litern, waren jedoch nur für eine Menge von 110 Litern bestimmt. Der Kaffeekessel fasste 60 Liter. Der Speisenkessel bestand aus einem Innen- und Außenkessel. Zwischen beiden befand sich Glycerin als Kochbadflüssigkeit. Der Speisen- und Kaffeekessel hatten einen gemeinsamen umlegbaren Schornstein, welcher zeitgleich durch beide genutzt werden konnte. Um die Räder des Hinterwagens vor glühenden Kohlen zu schützen, sollten diese durch Erde und ähnlichem geschützt werden. Besonders das linke Hinterrad sollte im Betrieb öfter gedreht werden, da sich in dessen unmittelbarer Nähe der Kaffeekessel befand. Dadurch sollte ein starkes erhitzen der Speichen verhindert werden. Der mitgeführte Brennstoff fasste bei der kleinen Feldküche 23 kg Holz und 27 kg Kohle. Für die Herstellung einer Mahlzeit mit Kaffee wurde die Menge von 12 kg Holz oder 10 kg Kohle angegeben. Der Brennstoffvorrat reichte dadurch bei zweimaligen täglichen Kochen für 1–4 Tagen bei der kleinen Feldküche.
Der Vorderwagen sollte beim Erreichen des Quartiers, Biwaks oder der vorderen Linien zum Heranholen von Lebensmitteln genutzt werden. Weiterhin gab es im Vorderwagen Fleisch- und Gemüsekonserven, Zwieback, Speisesalz und weitere Kochzutaten. Diese gehörten zur eisernen Reserve, welche nur im absoluten Notfall oder auf besondere Anweisung des höchsten Führers vor Ort genutzt werden durften. Bei der großen Feldküche waren das um die 200 Portionen. Auf dem Bocksitz der großen Feldküche war, neben dem aufgeschnallten 20 kg Sack mit Hafer, Platz für den Fahrer und den Koch. Im Notfall auch noch für den Küchenunteroffizier. Während der Fahrt durfte nur der Fahrer auf dem Bock sitzen. Das Feldküchenpersonal musste neben dem Gespann hergehen, lediglich bei beschleunigter Fahrt durften sie mit aufsitzen.

## Technische Daten
Die kleine Feldküche (Hf. 14) entspricht im grundsätzlichen Aufbau der Kleinen Feldküche (Hf. 12). Allerdings gab es einige Veränderungen. So war der Vorderwagen nun nicht mehr aus Holz, sondern aus Stahlblech gefertigt. Die genutzte Holz- oder Stahldeichsel war nun die gleiche wie beim leichten Feldwagen (Hf. 1) und es wurden dieselben Ortscheite des kleinen Feldwagen (Hf. 3) genutzt. Damit wurde eine Vereinheitlichung der Materialien und Ausrüstung zur Folge hatte, was eine Wartung und Neubeschaffung vereinfachte. Weiterhin war neu, dass der Speisenkessel aus rostfreiem und emailliertem Stahlblech oder Aluminium bestand. Der Schornstein hatte nun eine gleichlaufende, zylindrische Form.
Ab dem Jahr 1938 erhielten die kleinen Feldküchen eine Brat- und Schmoreinrichtung mit einem Fassungsvermögen von bis zu 50 Litern. Das Fleischbrett an der Rückseite des Vorderwagens hatte nun eine Halterung mit einer Kette statt mit Schrauben. Somit konnte das Fleischbrett und die Feldküche schneller in Betrieb genommen werden. Auch fielen die Halterungen für die Tornister weg. Diese wurden nun auf den Pack- oder Verpflegungswagen der Einheiten mitgeführt. Zur weiteren Ausrüstung gehörten nur noch zwei 12-Liter-Spreisenträger, welche auf einem Holzlager auf dem Kastendeckel des Vorderwagens mitgeführt wurden. Während der Vorderwagen keinerlei Federung besaß, hatte der Hinterwagen mit dem Feldkochherd zwei längsseitige Blattfedern. Die Bereifung bestand entweder aus Eisen oder Stahl.

## Produktion

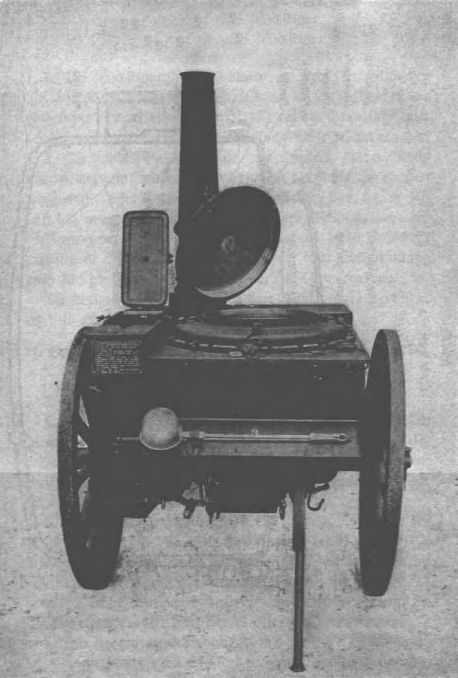
Der Hinterwagen der kleinen Feldküche (Hf. 14)

Die Herstellung der kleinen Feldküche (Hf. 14) wurde im Gegensatz zur kleinen Feldküche (Hf. 12) deutlich vereinfacht, was auch aufgrund des Krieges notwendig war. Die genutzten Materialien waren hauptsächlich Stahl, Eisen, Bronze, Nickel, Kupfer, Holz und wasserdichtes Segeltuch für die Plane. > Im Jahr 1943 wurde der Herstellungspreis mit 2.500 Reichsmark angegeben.
| Firma                     | Ort        |
| ------------------------- | ---------- |
| Sparherdfabrik A. Senking | Hildesheim |
| Vosswerke                 | Sarstedt   |

## Einsatz
In der Wehrmacht wurde die kleine Feldküche (Hf. 14) in Einheiten mit einer Mannstärke von 60–125 Mann eingesetzt. Sie wurde in motorisierten Einheiten auf Lastkraftwagen verlastete als Ersatz für den kleinen Feldkochherd. Dort wurde sie allerdings ohne den Vorderwagen genutzt. Mit einem speziellen Rüstsatz konnte die kleine Feldküche auch in geschlossenen Eisenbahnwaggons (GI-Wagen) genutzt werden. Auch eine Verlastung auf den Heeresschlitten (Hs. 3) war mit speziellen Halterungen möglich.
Auch im Gebirge oder bei Schnee konnte die kleine Feldküche transportiert werden. Dazu wurde diese auf den Heeresschlitten (Hs. 3), welcher ab 1942 zur Verfügung stand, verlastet. Eine weitere Alternative war die Nutzung von speziell angefertigten Schneekufen. Diese waren Holzkufen mit einem aufgesetzten Kasten zur Aufnahme des Holzspeichenrades. War das Rad in dem Holzkasten versenkt, wurde dieses mit Bolzen gehalten. Mit dieser Kufe wurde ein Bodendruck von 0,3 kg/cm² erreicht. Das Gesamtgewicht einer Kufe Betrug 11 kg.

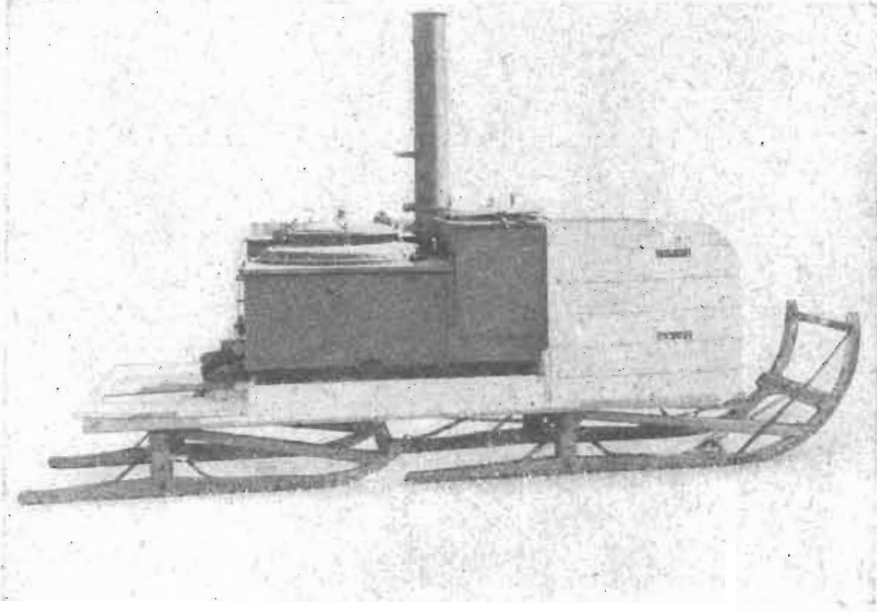
Kleine Feldküche auf dem Hs. 3
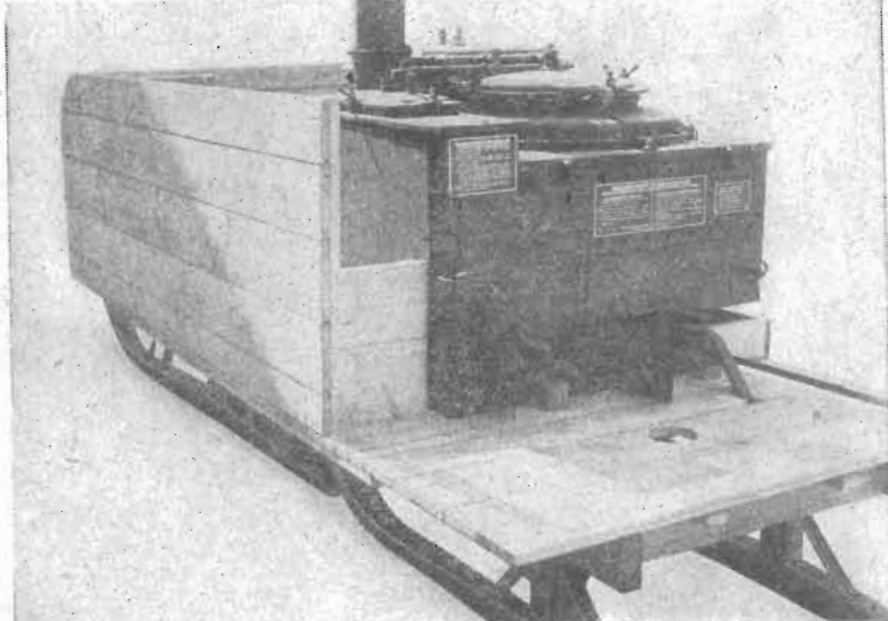
Küche auf dem Hs. 3 mit Sicherungswand
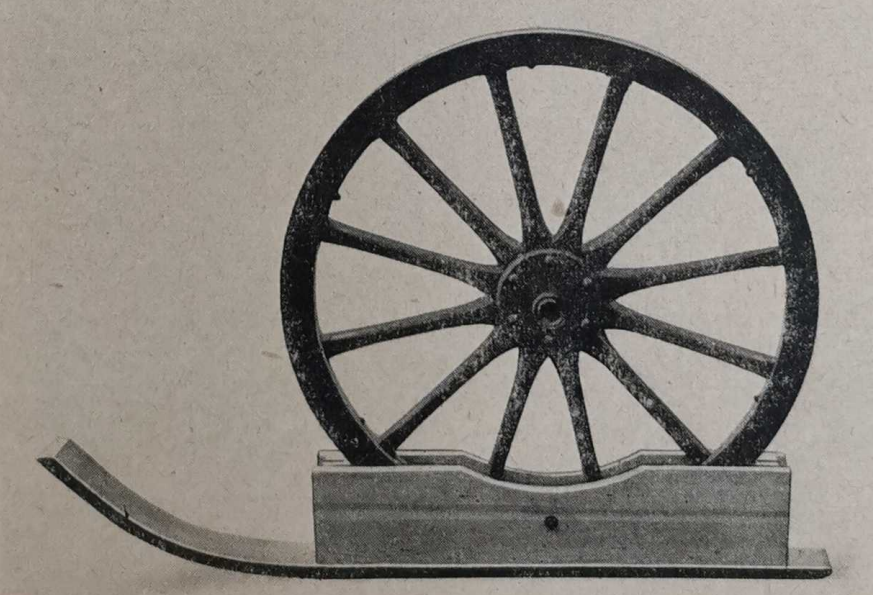
Rad der Feldküche in der Schneekufe

## Lackierung
Die kleinen Feldküchen wurden feldgrau (RAL 6006), dunkelgelb (RAL 7028) oder auch olivgrün (RAL 6003) lackiert.